# لمیک نازاریان
لمیک هونانی نازاریان (ارمنی: Լեմիկ Հունանի Նազարով؛ زادهٔ ۱ سپتامبر ۱۹۳۳ - درگذشته ۸ ژانویهٔ ۱۹۹۸) یک پزشک و استاد اهل ارمنستان بود.

## زندگی‌نامه
در ۱ سپتامبر ۱۹۳۳ در تفلیس به دنیا آمد و از نخستین دانشگاه دولتی پزشکی ای‌ام سچنوف مسکو فارغ‌التحصیل شد. وی عضو فرهنگستان ملی علوم ارمنستان بود. وی همچنین برنده نشان دوستی خلق شده است. وی در ۸ ژانویهٔ ۱۹۹۸ در سن ۶۴ سالگی در ایروان درگذشت.

## یادداشت
1. ↑  բժշկական գիտությունների դոկտոր
2. ↑  Մոսկվայի Ի. Սեչենովի անվան առաջին պետական բժշկական համալսարան